# Hiperparatiroidismo primario
El hiperparatiroidismo primario está causado normalmente por un tumor en las glándulas paratiroideas. Los síntomas de esta afección se relacionan con niveles de calcio elevados, los cuales pueden causar síntomas digestivos, piedras en el riñón, anomalías psiquiátricas, y enfermedades óseas.
El diagnóstico se realiza inicialmente por análisis de sangre, donde típicamente se encuentra, un nivel elevado de calcio junto con un nivel elevado de hormona paratiroidea. Para identificar la fuente de la secreción de hormona excesiva pueden ser necesarias pruebas de imagen. La paratiroidectomía, la extracción quirúrgica de una o más glándulas paratiroides, puede ser necesaria para controlar los síntomas.

## Signos y síntomas
Los signos y síntomas del hiperparatiroidismo primario son aquellos de la hipercalcemia.  Se resumen clásicamente en:
- Síntomas renales como piedras de riñón, nefrocalcinosis, y diabetes insípida (poliuria y polidipsia). Estos pueden llegar a fracaso renal.
- Complicaciones óseas: la enfermedad de hueso clásica en el hiperparatiroidismo es la osteítis fibrosa quística, que da lugar a dolor y a veces fracturas patológicas.  Otras afecciones óseas asociadas con hiperparatiroidismo son la osteoporosis, la osteomalacia y la artritis.
- Síntomas gastrointestinales como estreñimiento, dispepsia, náuseas y vómitos.  La hipercalcemia puede conducir a úlceras pépticas y pancreatitis agudas. Las úlceras pépticas pueden ser un efecto del aumento de secreción de ácido gástrico debido a la hipercalcemia.[1]
- Poliuria y estreñimiento.
- Síntomas psiquiátricos debido a los efectos en el sistema nervioso central.  Los síntomas incluyen letargo, fatiga, depresión, pérdida de memoria, psicosis, ataxia, delirio y coma.

La hipertrofia del ventrículo izquierdo también puede aparecer.
Otros signos incluyen debilidad de músculo proximal, picor, y queratopatía en banda de los ojos.
Cuándo se somete a una investigación formal, los síntomas de depresión, dolor, y la disfunción gástrica parecen correlacionarse con casos leves de hipercalcemia.

## Causas
La causa más común del hiperparatiroidismo primario es un adenoma paratiroideo único esporádico, que resulta de una mutación clonal (~97%).  Menos comunes son la hiperplasia paratiroidea (~2.5%), el carcinoma de paratiroides (tumor maligno), y los adenomas en más de una glándula (juntos ~0.5%).El hiperparatiroidismo primario también es característico de varios trastornos endocrinos familiares: neoplasia endocrino Múltiple tipo 1 y tipo 2A (MEN tipo 1 y MEN tipo 2A) e hiperparatiroidismo familiar.
Las asociaciones genéticas incluyen:
| OMIM        | Nombre | Gen                      |
| ----------- | ------ | ------------------------ |
| OMIM 145000 | HRPT1  | MEN1, HRPT2              |
| OMIM 145001 | HRPT2  | HRPT2                    |
| OMIM 610071 | HRPT3  | Desconocido en 2p13.3-14 |

En todos los  casos, la enfermedad es idiopática, pero se piensa que implica la inactivación de genes supresores de tumores (Menin gen en MEN1), o ganancia de mutaciones de función (protooncogén RET en MEN2a).
Recientemente,  se demostró que los liquidadores de la central eléctrica de Chernóbil se enfrentan a un riesgo sustancial de hiperparatiroidismo primario, posiblemente causado por los  isótopos de estroncio radioactivo.

## Diagnóstico
El diagnóstico de hiperparatiroidismo primario se realiza con análisis de sangre.
Los niveles de calcio en suero están elevados, y el nivel de hormona paratiroidea es anormalmente alto comparado con un nivel bajo esperado en respuesta al calcio alto. Se ha estimado que un nivel relativamente alto de hormona paratiroidea tiene una sensibilidad de 60–80% y una especificidad de aproximadamente el 90% para el hiperparatiroidismo primario.
Una forma más potente para comparar el equilibrio entre calcio y hormona paratiroidea es realizar una infusión de calcio en 3 horas. Después de la infusión, un nivel de hormona  paratiroidea por encima de un límite de 14 ng/l tiene una sensibilidad del 100% y una especificidad de 93% en la detección del hiperparatiroidismo primario, con un intervalo de confianza de 80% a 100%.
Ocasionalmente se mide el AMPc urinario; generalmente se ve elevada su concentración debido a la activación de proteínas G cuando la PTH se une a su receptor.
La confirmación bioquímica del hiperparatiroidismo primario está seguida de investigaciones para localizar la lesión causante. El hiperparatiroidismo primario se debe con mayor frecuencia a un adenoma paratiroideo solitario. Con menos frecuencia, se puede deber a adenomas paratiroideos dobles o a hiperplasia paratiroidea. La gammagrafía con Tc99 sestamibi de cabeza, cuello y tórax superior es la prueba más utilizada para localizar adenomas paratiroideos, teniendo una sensibilidad y especificidad de 70–80%. La sensibilidad cae al 30% en caso de adenomas paratiroideos dobles/múltiples o en caso de hiperplasia paratiroidea. La ecografía también  es una prueba útil en la localización de lesiones paratiroideas sospechosas.

## Tratamiento
El tratamiento generalmente es la extracción quirúrgica de la glándula(s) con adenomas, aunque la medicación también puede ser necesaria.

### Cirugía
La extirpación quirúrgica de una o más de las glándulas paratiroides se conoce como paratiroidectomía; esta operación se realizó por primera vez en 1925. Los síntomas de la enfermedad, enumerados anteriormente, son indicaciones de cirugía. La cirugía reduce la mortalidad por todas las causas y también resuelve los síntomas. Sin embargo, la mortalidad cardiovascular no se reduce significativamente..
El Taller del NIH de 2002 sobre el hiperparatiroidismo primario asintomático desarrolló los criterios para la intervención quirúrgica. Los criterios fueron revisados en el Tercer Taller Internacional sobre el Manejo del Hiperparatiroidismo Primario Asintomático. Estos criterios se eligieron sobre la base de la experiencia clínica y los datos de ensayos clínicos y observacionales en cuanto a qué pacientes tienen más probabilidades de tener efectos en los órganos diana del hiperparatiroidismo primario (nefrolitiasis, afectación esquelética), la progresión de la enfermedad si la cirugía se pospone y el mayor beneficio de la cirugía. El panel enfatizó la necesidad de que la paratiroidectomía sea realizada por cirujanos con mucha experiencia y habilidad en la operación. La guía del Cuarto Taller Internacional concluye que la cirugía está indicada en pacientes asintomáticos que reúnan alguna de las siguientes condiciones:
- Concentración de calcio sérico de 1.0 mg/dL (0.25 mmol/L) o más por encima del límite superior normal
- Aclaramiento de creatinina reducido <60 mL/min
- Calcio urinario en recolección de orina de 24 horas > 400mg/d (>10 mmol/d) y riesgo aumentado para desarrollo de litiasis (con base en análisis bioquímico)
- Presencia de nefrolitiasis o nefrocalcinosis documentada por estudio de rayos-x, ultrasonido o tomografía computada
- Densidad ósea en la cadera, cuello femoral, columna lumbar, o radio en tercio distal que está más de 2.5 desviaciones estándar por debajo de la masa ósea máxima (puntuación T <-2.5)
- Fractura vertebral documentada por rayos-x, tomografía computada, imagen por resonancia magnética o evaluación de fractura vertebral
- Edad menor de 50 años

La intervención quirúrgica puede ser retrasada en pacientes por encima de los 50 años asintomáticos o mínimamente sintomáticos y que tengan concentraciones de calcio sérico <1.0 mg/dL (0.2 mmol/L) por encima del límite superior de la normalidad, y en pacientes no aptos para la cirugía.
Más recientemente, tres ensayos controlados aleatorizados han estudiado el papel de la cirugía en pacientes con hiperparatiroidismo asintomático. El estudio más grande informó que la cirugía resultó en un aumento de la masa ósea, pero no hubo ninguna mejora en la calidad de vida después de uno a dos años entre pacientes en los siguientes grupos:
- Hiperparatiroidismo primario asintomático no tratado
- Calcio sérico entre 2.60–2.85 mmol/litro (10.4–11.4 mg/dl)
- Edad entre 50 y 80 años
- Sin medicamentos que interfieran con el metabolismo del calcio
- Sin enfermedad ósea paratiroidea
- Sin operación previa en el cuello
- Nivel de creatinina < 130 µmol/litro (<1.47 mg/dl)

Otros dos ensayos informaron sobre mejoras en la densidad ósea y alguna mejora en calidad de vida con el tratamiento quirúrgico.

### Medicaciones
Los medicamentos que a veces se requieren incluyen la terapia de reemplazo de estrógenos en mujeres posmenopáusicas y los bifosfonatos. Los bifosfonatos pueden mejorar el recambio óseo.
Los medicamentos más nuevos denominados "calcimiméticos" que se utilizan en el hiperparatiroidismo secundario se utilizan ahora en el hiperparatiroidismo primario. Los calcimiméticos reducen la cantidad de hormona paratiroidea liberada por las glándulas paratiroides. Están recomendados en pacientes en los que la cirugía es inapropiada.

## Epidemiología
El hiperparatiroidismo primario afecta aproximadamente a 1 de cada 1,000 personas (0.1%), mientras que hay 25–30 casos nuevos por 100,000 personas por año en los Estados Unidos. Se ha estimado que la prevalencia del hiperparatiroidismo primario es de 3 en 1000 en la población general y de 21 en 1000 en mujeres posmenopáusicas. Es casi tres veces más común en mujeres que en hombres.
El hiperparatiroidismo primario está asociado con un aumento de la mortalidad por todas las causas.

## Niños
A diferencia del hiperparatiroidismo primario en adultos, el hiperparatiroidismo primario en niños se considera una endocrinopatía rara. El hiperparatiroidismo primario pediátrico se puede distinguir por sus manifestaciones más graves, en contraste con las manifestaciones menos intensas del hiperparatiroidismo primario del adulto. Es más probable que la neoplasia endocrina múltiple se asocie con el hiperparatiroidismo primario infantil y adolescente. La manifestación radiológica esquelética fundamental incluye osteopenia difusa, fracturas patológicas y la coexistencia de resorción y esclerosis en numerosos puntos. Las lesiones esqueléticas pueden ser específicamente bilaterales, simétricas y multifocales, mostrando diferentes tipos de reabsorción ósea. Las fracturas patológicas del cuello femoral y la columna pueden potencialmente iniciar complicaciones graves. Debido a que el hiperparatiroidismo primario pediátrico se asocia con frecuencia con fracturas patológicas, se puede diagnosticar erróneamente como osteogénesis imperfecta. Los pacientes pediátricos con hiperparatiroidismo primario se curan mejor con paratiroidectomía. El diagnóstico temprano del hiperparatiroidismo primario pediátrico es de suma importancia para minimizar las complicaciones de la enfermedad y comenzar un tratamiento oportuno y pertinente.

## Dirección de las investigaciones
El desarrollo de futuros medicamente como nuevos agentes calcimiméticos (p. ej. cinacalcet) que activan el receptor paratiroideo sensible a calcio pueden ofrecer una buena alternativa a la cirugía.